# 完颜九斤
完颜九斤（12世纪—1211年），又作纥石烈九斤，金朝将领，参与野狐嶺戰役。
《圣武亲征录》与《史集》称之为招讨九斤，并未提及其姓氏，《元史》的《太祖纪》与《石抹明安传》称为纥石烈九斤，元末陈桱《通鉴续编》与明代陈邦瞻《宋史纪事本末》称为完颜九斤（纠坚）。王国维注释《圣武亲征录》认为纥石烈九斤就是纥石烈执中（胡沙虎），但根据各种史料胡沙虎没有参加野狐岭之战。
1211年，蒙古帝国伐金，金朝让招讨九斤领军，万奴为监军，主将完颜承裕带领部分人马为后继，随时备战。完颜承裕让契丹军师去和九斤进行商议，突然进攻把铁木真击溃。九斤认为应该和增援来的马步大军一起出动。九斤派石抹明安去蒙古军中质问入侵的理由，成吉思汗下令将石抹明安抓住关押起来，石抹明安归附了蒙古人。木华黎率领敢死士冲锋陷阵，成吉思汗率领主力军攻入，于是大破金军。金军人心涣散，全军溃逃，完颜九斤战死，三十万主力瓦解。

## 资料来源
- 《蒙古秘史》
- 《宋史纪事本末》